# Bochus puncticeps
Bochus puncticeps is een rechtvleugelig insect uit de familie Anostostomatidae. De wetenschappelijke naam van deze soort is voor het eerst geldig gepubliceerd in 1893 door Pictet & Saussure.